# Sant Andreu d'Aguilar
Sant Andreu d'Aguilar és una església del municipi d'Aguilar de Segarra (Bages) inclosa en l'Inventari del Patrimoni Arquitectònic de Catalunya.

## Descripció
És una església de planta rectangular amb absis de planta quadrada i dues capelles laterals per banda. La torre del campanar, de planta quadrada, està situada al costat N de l'església. Els murs de l'església són fets de pedra, de la qual molt bona part fou portada de l'antiga parròquia, situada a l'indret del castell, ara en ruïnes.

## Història
L'actual parròquia de Sant Andreu d'Aguilar fou construïda just acabada la guerra civil espanyola (1943-1949), per a substituir la primitiva del castell, destruïda l'any 1936 i traslladada temporalment a la capella de Sant Miquel, al peu de la muntanya del castell. La nova parròquia fou consagrada l'any 1949.